# Kolben (Technik)

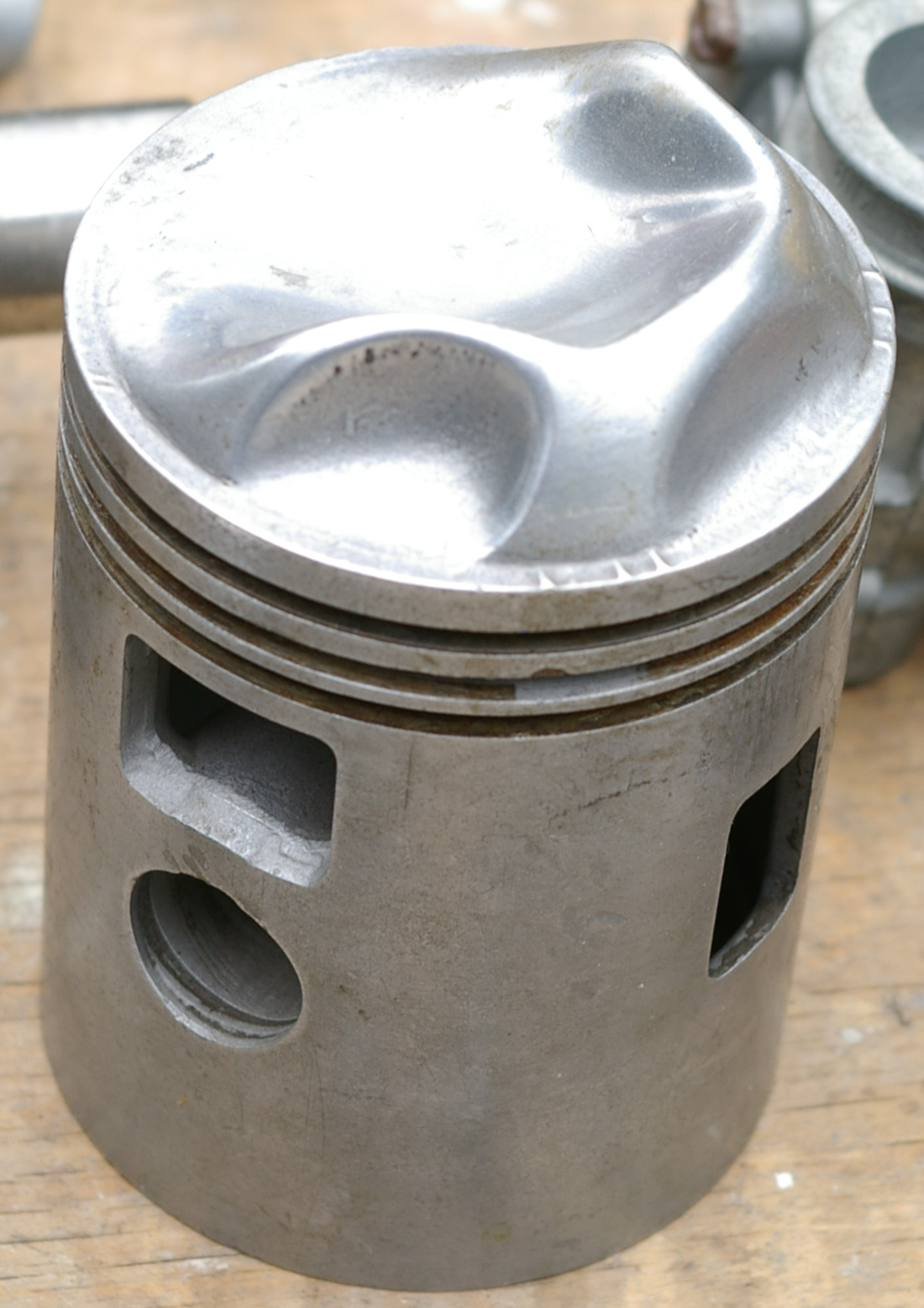
Nasenkolben mit Überströmkanal-Fenstern, Zweitakt-Motorradmotor ca. 1950er Jahre, Aluminiumguss

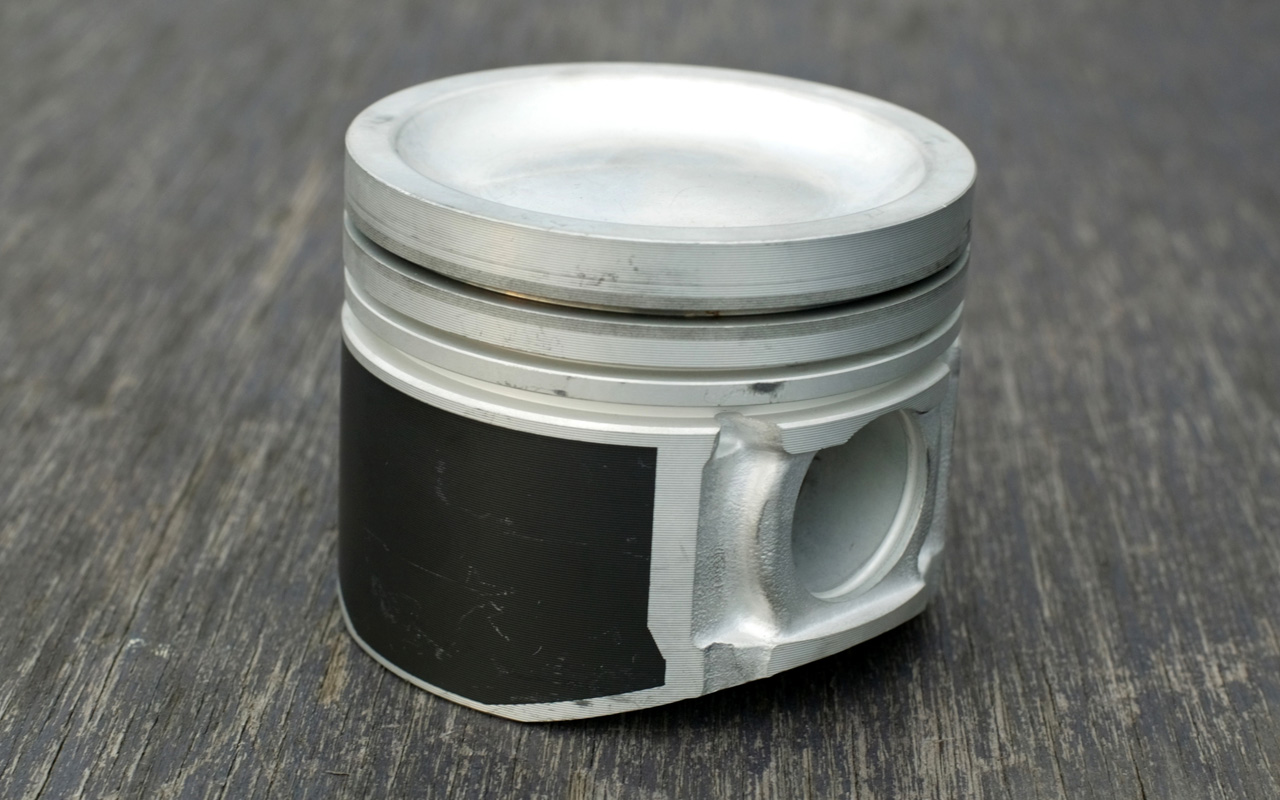
Muldenkolben (Dieselmotor)

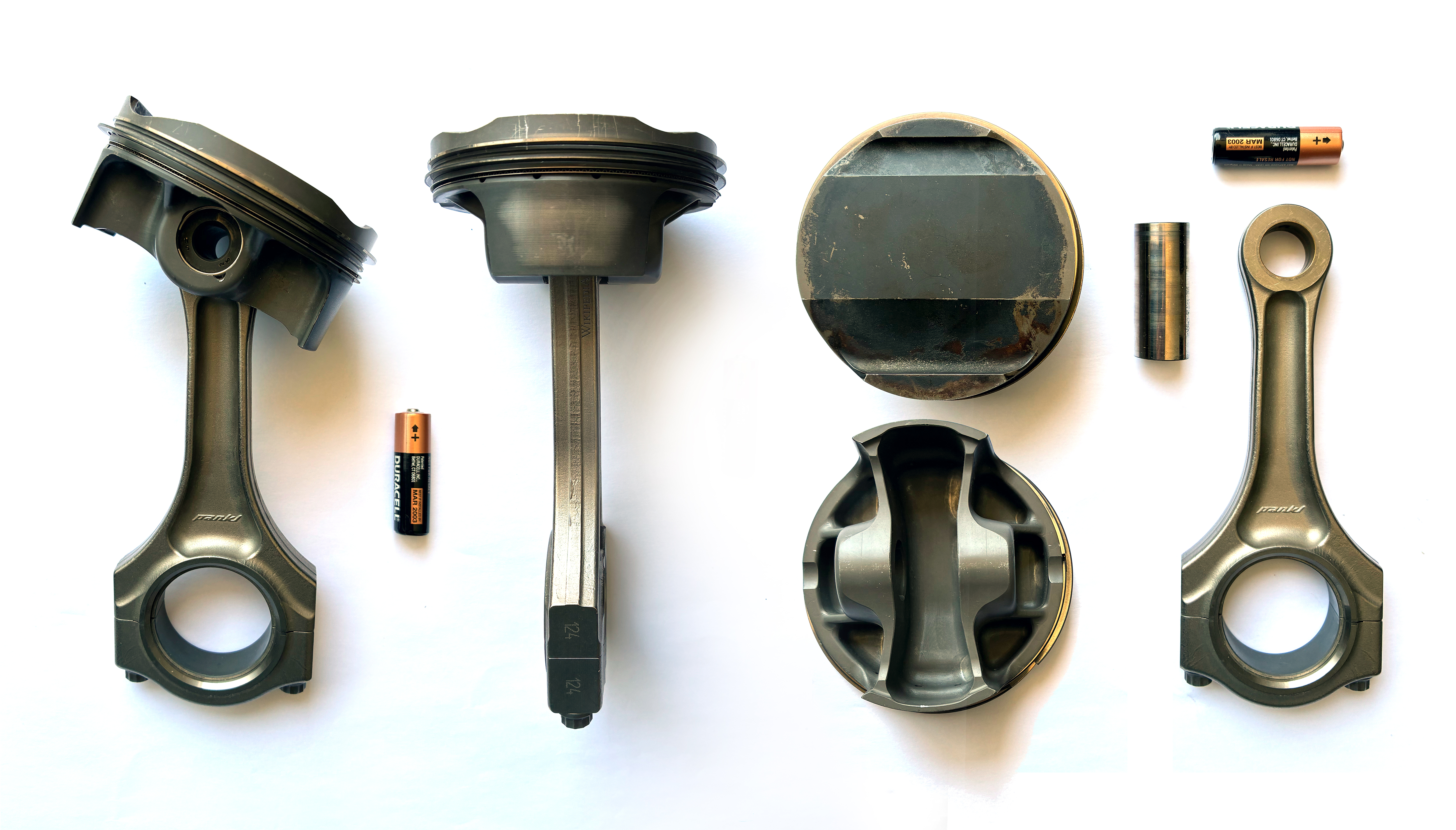
Kolben mit Pleuel, Kolbenbolzen und Kolbenringen. Oben, am Kolbendach, sind die Ventiltaschen zu erkennen

Kompressor-Hubkolben im Zylinder mit Kurbeltrieb

Zwei Drehkolben kämmen miteinander im Gehäuse (Drehkolbenpumpe, Roots-Gebläse)

Wankel-Motor: Der Kolben beschreibt eine Kreisbahn und dreht sich dabei

Als Kolben bezeichnet man im Maschinenbau bewegliche Bauteile, die zusammen mit dem umgebenden Gehäuse einen abgeschlossenen Hohlraum bilden, dessen Volumen sich durch die Bewegung verändert. Dieses Prinzip kann in verschiedenen Bauformen verwirklicht werden: mit auf- und abbewegten Hubkolben, rotierenden Drehkolben oder anderes.
Eine einfache, verbreitete und schon in der Antike bekannte Ausführung ist eine runde Scheibe, die in ein rohrförmiges Gehäuse, den Zylinder, eintaucht. Die jeweilige Stellung des Kolbens im Gehäuse bestimmt die Größe des Hohlraumes.

## Verwendungszweck
In Motoren werden in diesen so geschaffenen veränderbaren Hohlräumen einem gasförmigen oder flüssigen Arbeitsmedium ein Teil seiner Energie entnommen, die dann in einer Arbeitsmaschine genutzt werden kann. In Pumpen und Verdichtern hingegen wird Energie zugeführt, wobei der Druck und bei Gasen auch die Temperatur des Mediums steigt.

## Bauarten
Maschinen, in denen Kolben die Energie übertragen, gehören zu den Kolbenmaschinen. Zur Energieübertragung in der Maschine können Kolben und Gehäuse mit Zu- und Ableitungsrohren und Ventilen zusammenwirken.
Der Kolben, selten auch das Gehäuse, ist das Bauteil, mit dem der Energieaustausch vorgenommen wird. Bei Hubkolben werden Kräfte meist über Kurbeltriebe mit Pleueln oder über Kolbenstangen in den Kolben eingeleitet. In Freikolbenmaschinen arbeitet der Kolben typischerweise auf Gasfedern.
Die Form eines Kolbens, das Material, aus dem er besteht, sein Weg und die Geschwindigkeit, mit der er sich bewegt, unterliegen vielfältigen Faktoren. Das verwendete Fluid, die auftretenden Kräfte und Temperaturen sowie die Art der Maschine führen zu sehr unterschiedlichen Ausführungen.

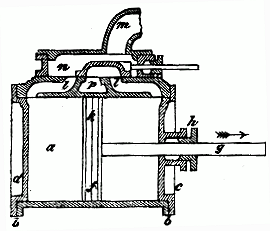
Schnitt durch den Zylinder einer doppelwirkenden Dampfmaschine mit Scheibenkolben
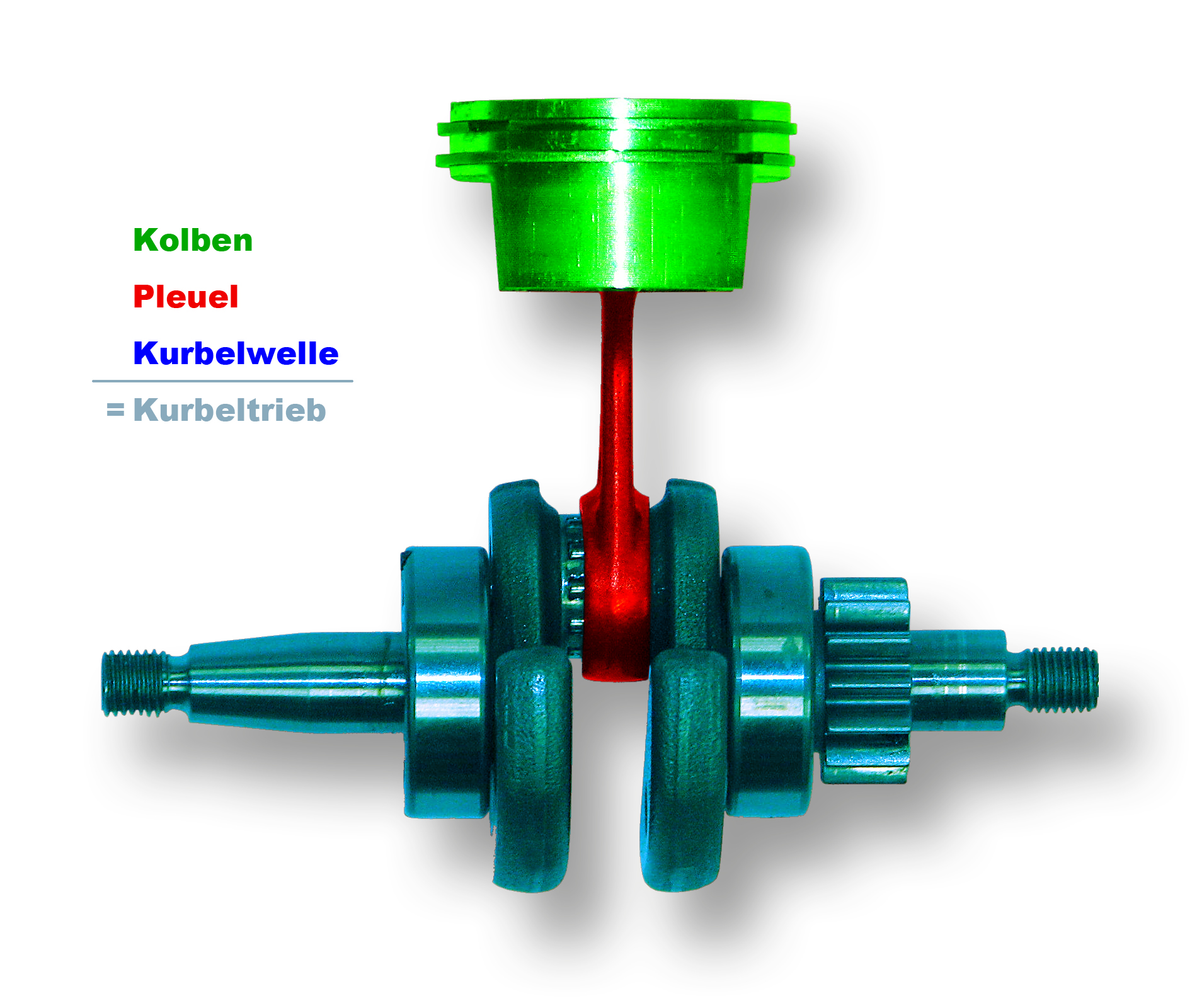
Der Kolben (grün) ergibt zusammen mit Pleuel (rot) und Kurbelwelle (blau) den Kurbeltrieb
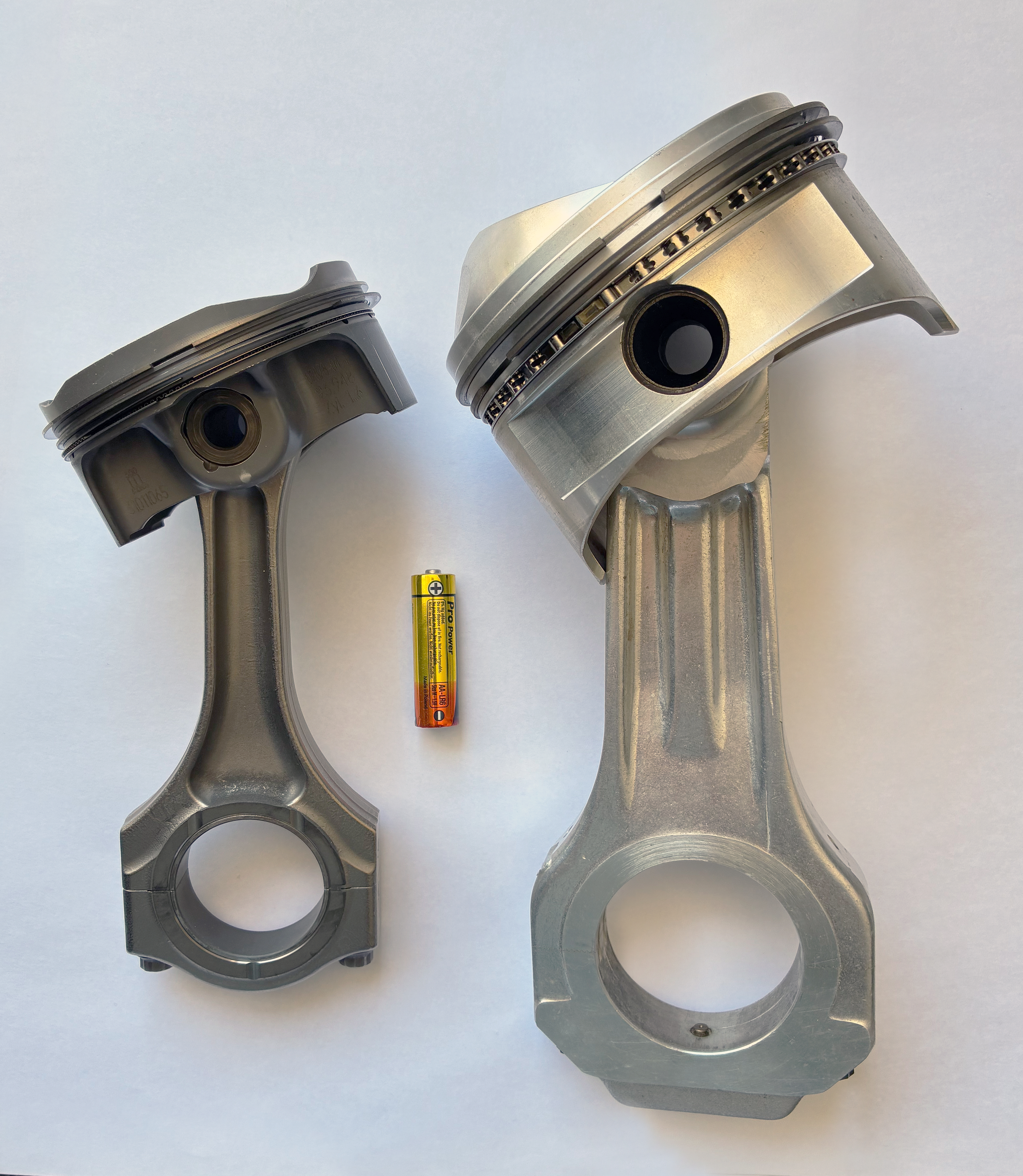
Kolben und Pleuel eines Ferrari 458 (links) und eines A/AD Competition Dragsters (AA Bat. als Maßstab)
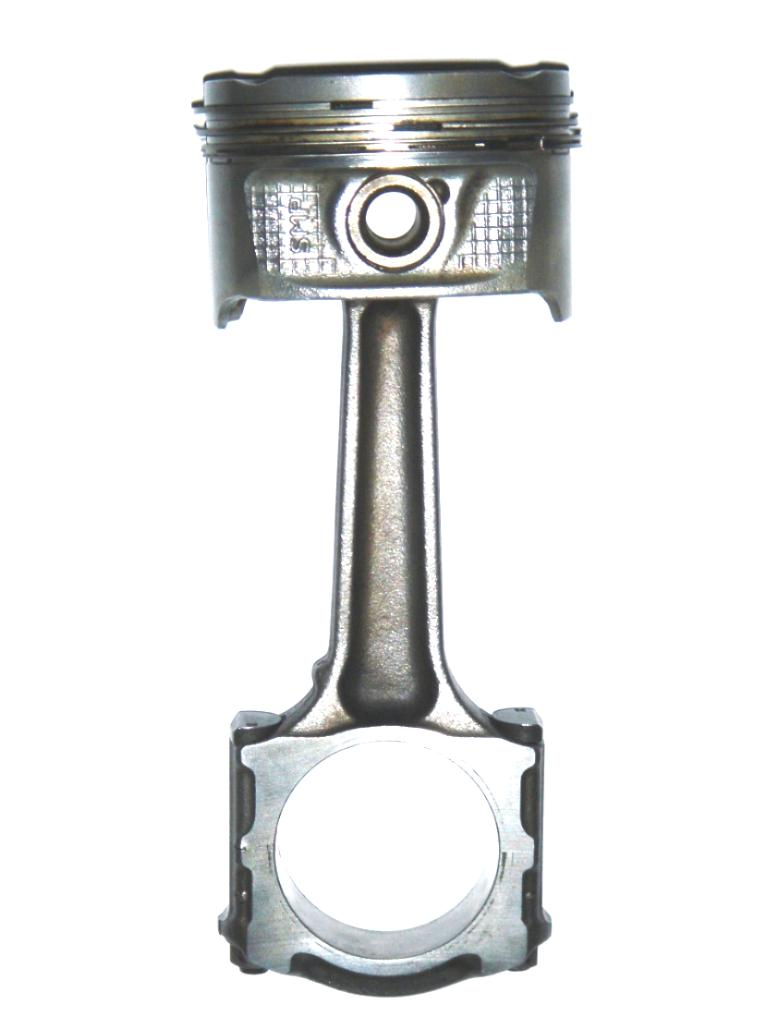
Tauchkolben mit Pleuel eines Ottomotors
Schnitt durch eine Pumpe mit Plungerkolben
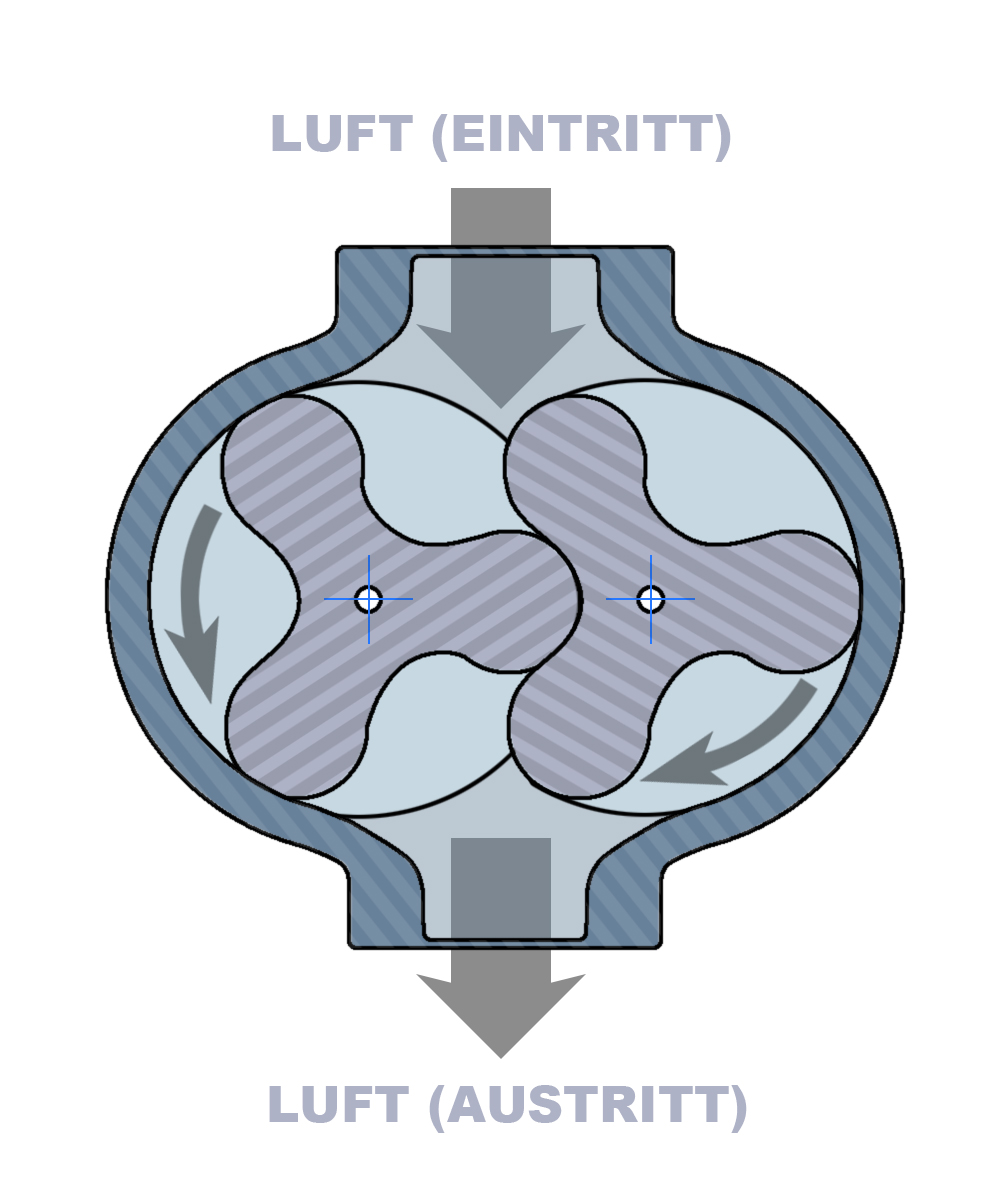
Roots-Gebläse mit zwei Drehkolben
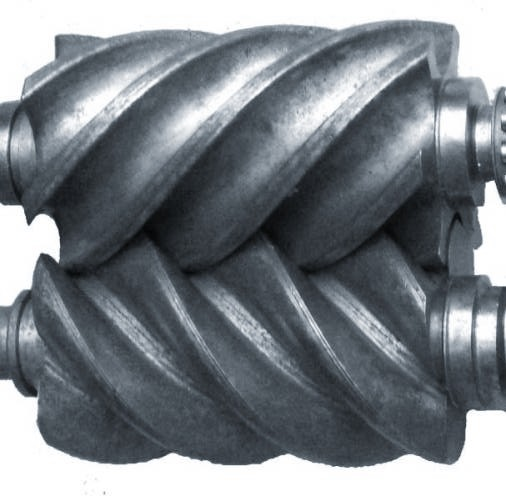
Drehkolben eines Schraubenverdichters

Hubkolben gibt es als Scheibenkolben, Tauchkolben und Plungerkolben:
- Scheibenkolben sind dünne Platten, die am Rand gegen den Zylinder abdichten. Sie wirken in der Regel über eine Kolbenstange, die außen geführt wird und ein Verkanten verhindert. Bei Kurbeltrieben ist das Pleuel über einen Kreuzkopf angeschlossen, der die Seitenkraft von der Kolbenstange fernhält.
- Bei Tauchkolben sind die abdichtende Platte und der Kreuzkopf zu einem Bauteil vereinigt. Die Seitenkräfte werden auf den Zylinder übertragen.
- Die schlank und zylindrisch geformten Plungerkolben fahren durch eine feststehende Dichtung (typisch eine Stopfbuchse) im Arbeitsraum ein und aus. Die Form des Arbeitsraums ist bei Pumpen weitgehend frei wählbar.

## Anwendungsbeispiel Verbrennungskraftmaschine
Die bis heute (2016) am weitesten verbreiteten Kolbenmaschinen sind der Ottomotor (Benzin) und der Dieselmotor. Hier wird anhand dieser Maschine der Einsatz des oben beschriebenen Prinzips erläutert.

### Allgemeines
Der Kolben zeigt folgende funktionale Bestandteile:
1. den Kolbenboden, der mit dem Medium in Kontakt steht. Der Kolbenboden wird auch als Feuerstegoberkante bezeichnet.[1]
2. den Feuersteg. Er erstreckt sich vom Kolbenboden bis zur oberen Kolbenringnut. Er schützt den ersten Kolbenring vor zu großer Erwärmung.[1]
3. die Ringpartie: Zusammen mit den weiteren Nuten und Ringstegen bildet der Feuersteg die sogenannte Ringpartie.[1]
4. das Kolbenhemd, Kolbenschaft oder Kolbenwand: Der zylindrische Teil, der mit einem kleinen Spiel in die Zylinderbohrung passt,[1]
5. die Kolbennabe nimmt den Kolbenbolzen auf, der den Kolben mit dem Pleuel verbindet.

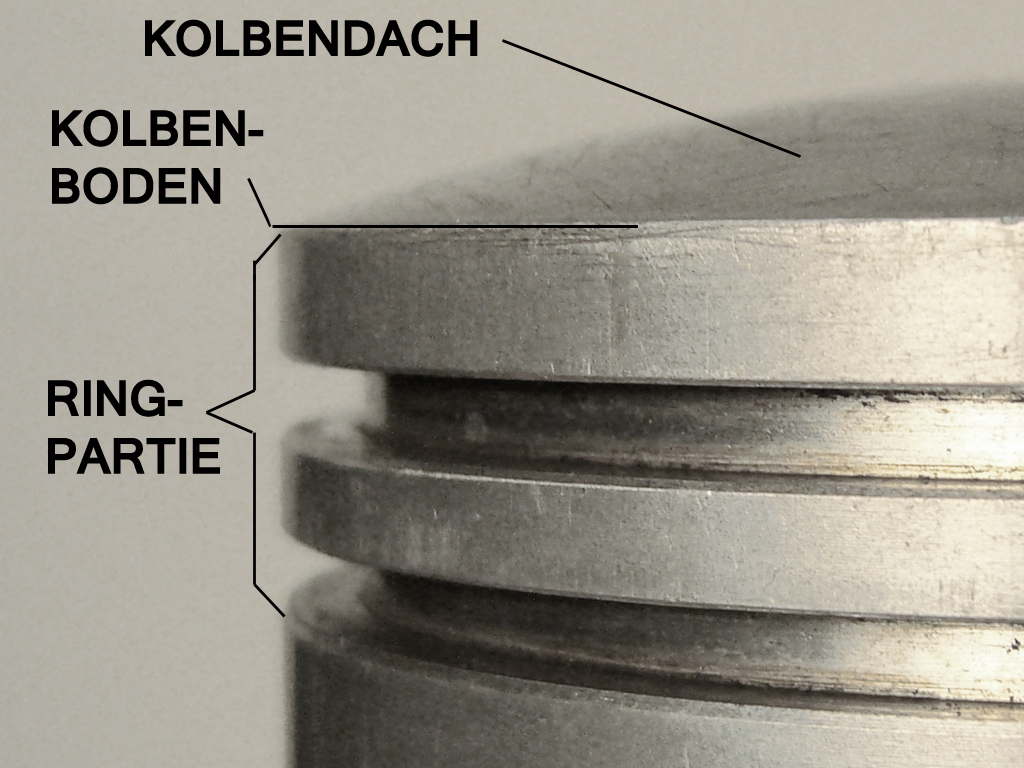
Ringpartie eines Kolbens
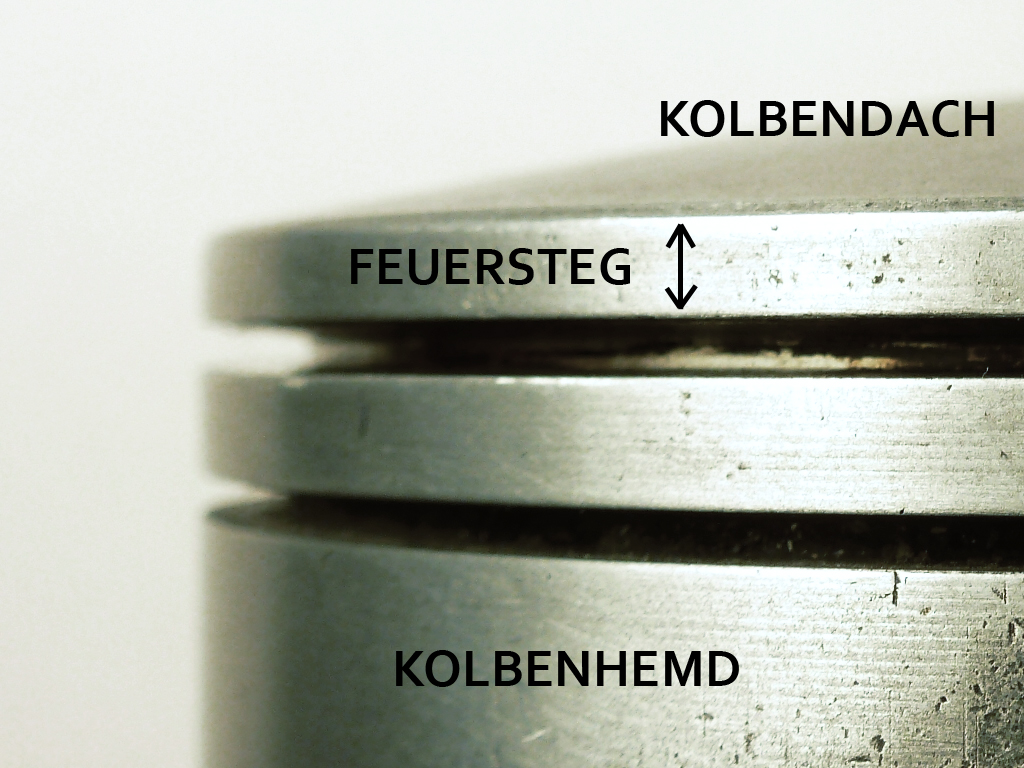
Feuersteg, Kolbendach und Kolbenhemd an einem Kolben.

### Kolben in Verbrennungsmotoren
Kolben für Hubkolbenmotoren werden heute überwiegend aus Aluminiumgusslegierungen gefertigt, früher oft aus Gusseisen. Die Rohlinge werden in Kokillen gegossen, für manche – insbesondere für leistungsstarke Motoren – auch geschmiedet. Anschließend werden Mantelfläche, Ventiltaschen, Kolbenringnuten und die Kolbenbolzen-Bohrung mechanisch bearbeitet.
Technologisch bestehen zwischen Diesel- und Ottomotor-Kolben aufgrund der unterschiedlichen Verbrennungsprozesse wesentliche Unterschiede:
Dieselkolben sind sowohl thermisch als auch mechanisch höher belastet und müssen daher in der ersten Kolbenringnut mit einem eingegossenen Ringträger aus einem austenitischen Gusseisen („Niresist“) verstärkt werden, um ein Ausschlagen der Nut und Materialübertrag auf den Ring durch Mikroverschweißungen zu verhindern. Bei sehr hoch belasteten Kolben werden in der Bolzenbohrung Messingbuchsen eingedehnt.
Ein weiteres charakteristisches Merkmal der Kolben von Dieselmotoren mit direkter Einspritzung ist die Bodenmulde, in der der eingespritzte Kraftstoff mit der Luft verwirbelt und vermischt wird. Thermisch hoch belastete Kolben (insbesondere Renn-, Flug- oder Turbodiesel-Motoren) werden oft mit Spritzdüsen (für Motoröl) zur Kühlung des Kolbenbodens realisiert. Dabei kann der Kolben mit einem umlaufenden Ölkanal versehen sein oder nur durch Bodenanspritzung gekühlt werden.
Bei langsamlaufenden Großmotoren kann der Kolben auch durch Umlaufkühlung gekühlt werden. Das Medium wird dem Kolben dabei durch ein teleskopierbares Rohr zugeführt.
Charakteristisch für Kolben von Ottomotoren ist die deutlich geringere Wandstärke, die wegen des geringeren Gewichts höhere Motor-Drehzahlen erlaubt. Im Bereich der ersten Kolbenringnut kann teilweise eine Hartanodisierung zur Verminderung von Verschleiß und Mikroverschweißungen zum Einsatz kommen.
Der Kolbenboden trägt teilweise flache Taschen zur Aufnahme der in den Brennraum hineinragenden Ventile.
Das Kolbenhemd dient der Führung des Kolbens im Zylinderrohr und ist bei den meisten Kolben mit einem Gleitlack beschichtet. Es trägt bei älteren Bauarten oft innen einen eingegossenen Stahl-Streifen (Regelkolben, „Regelplatte“, „Autothermik-Kolben“), um das Durchmesserwachstum beim Erwärmen zu steuern. Zur Gewichtsersparnis ist heute bei vielen schnelllaufenden Viertaktmotoren das Kolbenhemd an den Seiten (an den Kolbenbolzen-Öffnungen) nach innen versetzt („Kasten“-Kolben).
Beim Gelenkkolben sind der abdichtende Kolbenboden mit den Kolbenringen und das Kolbenhend, das die Seitenkräfte aus dem Pleuel auf den Zylinder überträgt, zwei Bauteile, die über den Kolbenbolzen gelenkig verbunden sind. Der Spalt zwischen den beiden Teilen verringert die Wärmeverluste aus dem Brennraum.
Der Kolben trägt eine oder mehrere Nuten für die Kolbenringe, deren oberste die Kompressionsringe sind und zumindest ein unterer als Ölabstreifring dient. PKW-Kolben besitzen zum überwiegenden Teil zwei Kompressions- und einen Ölabstreifring. Für Rennmotoren kommen auch sogenannte Zwei-Ring-Kolben mit nur einem Kompressionsring zum Einsatz.
Bei Zweitaktern können die Kolbenhemden auch mit Fenstern versehen sein. Zusätzlich haben die meisten Zweitaktkolben Sicherungsstifte in den Kolbenringnuten, um ein Verdrehen und Verklemmen der Kolbenringstöße in den Steuerfenstern des Zylinders zu verhindern. Bis in die 1950er-Jahre gab es Zweitaktmotoren mit Nasenkolben, die den Gaswechsel bei Querspülung verbessern sollten. Seit den 1930er-Jahren haben Zweitaktmotoren mit Umkehrspülung nach Adolf Schnürle jedoch in der Regel einen flachen oder leicht gewölbten („bombierten“) Kolbenboden.
Die Kraftübertragung des Kolbens auf das Pleuel geschieht über den Kolbenbolzen. Dieser wird in der Regel im Kolben in der nach innen verdickten Partie des Kolbenhemds in Bohrungen festgelegt und im Pleuelauge drehbar gelagert. Diese Bohrung trägt oft am Ende Nuten für Sicherungsringe („Seegerringe“), um das seitliche Auswandern des Kolbenbolzens zu begrenzen.

### Desachsierung des Kolbenbolzens

Kolben ohne (links) und mit (rechts) Kolbenbolzen-Desachsierung

Im Kfz-Bereich ist die Achse des Kolbenbolzens um ca. 0,5–1,5 mm aus der Kolbenmitte zur druckbelasteten Seite hin versetzt. Ohne diese Desachsierung würde der Kolben die Anlageseite nach dem oberen Totpunkt (OT) unter vollem Verbrennungsdruck wechseln (sogenanntes Kolbenkippen). Infolge der Desachsierung wechselt der Kolben die Anlageseite bereits vor dem OT, wenn der Kompressionsdruck erst im Aufbau ist. Das verringert den Verschleiß des Kolbens und reduziert die Motorgeräusche.

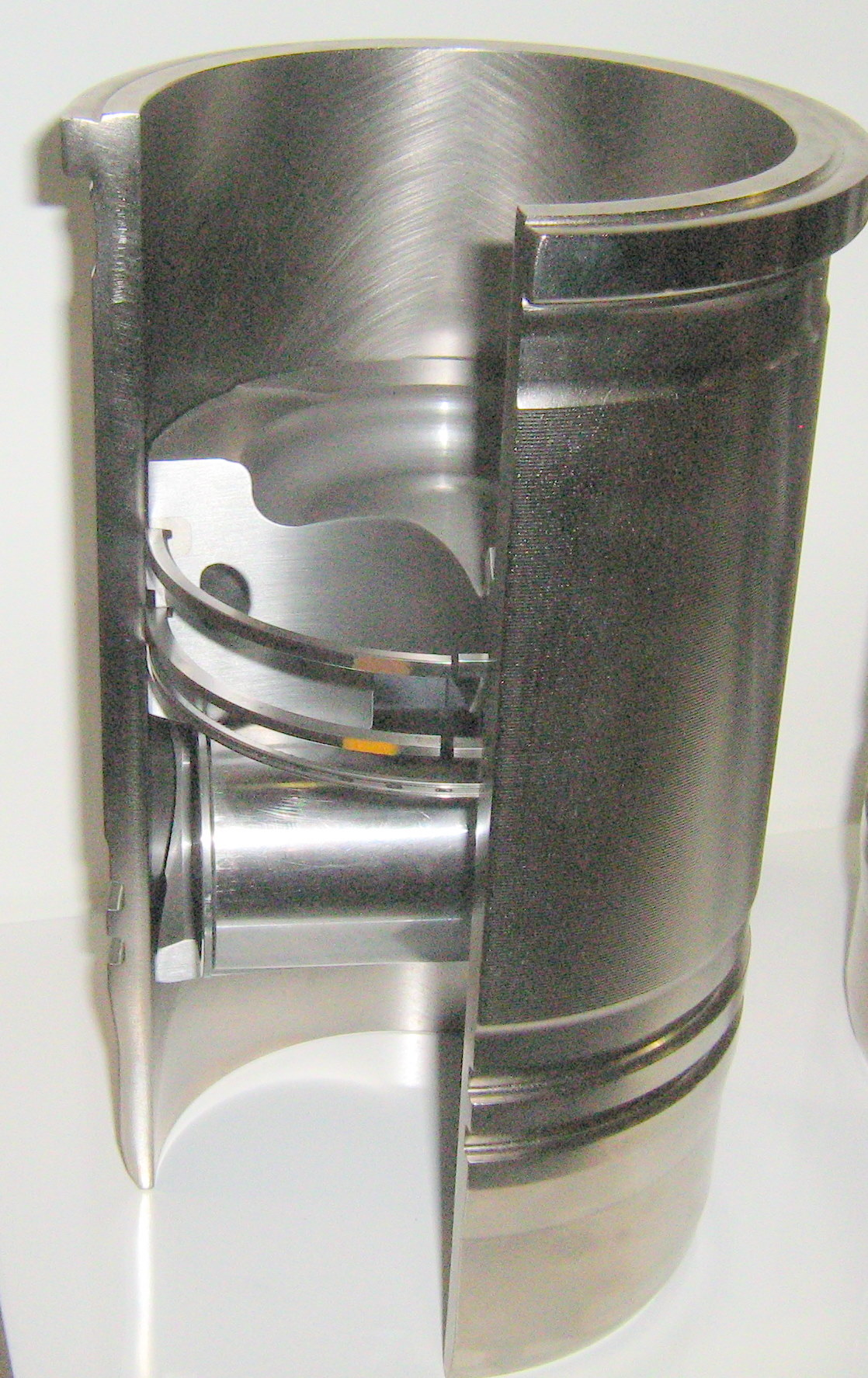
Ein Einschnitt von Buchse + Kolben
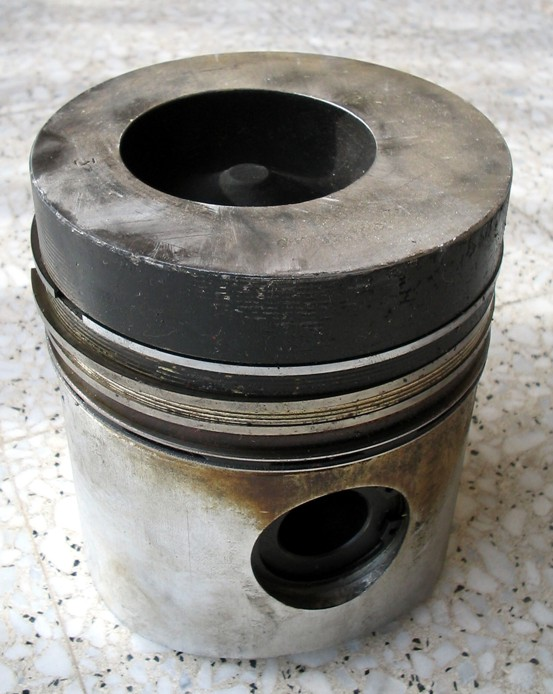
Im Kolbenboden liegender Brennraum bei einem vorkammerlosen Dieselmotor, siehe auch M-Verfahren
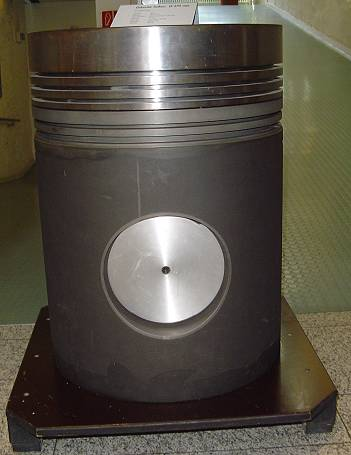
Kolben eines Zweitaktdieselmotors mit einer Masse von 570 kg

### Hauptlieferanten von Kolben
- Mahle GmbH
- KSPG AG
- Wössner GmbH
- Federal Mogul GmbH
- Pankl Engine Systems
- Wiseco Pistons Company Inc.
- Vertex Pistons Inc.